# Catada canaliferalis
Catada canaliferalis là một loài bướm đêm trong họ Erebidae.